# Makuschino
Makuschino (russisch Макушино) ist eine Kleinstadt in der Oblast Kurgan (Russland) mit 8338 Einwohnern (Stand 14. Oktober 2010).

## Geographie
Die Stadt liegt östlich des Ural, im Südwesten des Westsibirischen Tieflandes, etwa 130 km östlich der Oblasthauptstadt Kurgan. Das Klima ist kontinental.
Die Stadt Makuschino ist Verwaltungszentrum des Rajons Makuschinski.
Makuschino liegt am im Oktober 1896 eröffneten ursprünglichen westsibirischen Streckenabschnitt der Transsibirischen Eisenbahn (Tscheljabinsk–Omsk) sowie an der Fernstraße M51, Teil der transkontinentalen Straßenverbindung Moskau–Wladiwostok, die den Ort nördlich umgeht.

## Geschichte
Das Dorf wurde von Umsiedlern aus dem zentralen Teil des europäischen Russland möglicherweise schon gegen Ende des 17. Jahrhunderts gegründet. Nach Eröffnung des seit 1896 hier vorbeiführenden Abschnitts der Transsibirischen Eisenbahn wuchs die Siedlung bei der Bahnstation stark an und wurde zu einem der größten Dörfer des Kreises (Ujesd) Kurgan. 1944 erhielt der Ort den Status Siedlung städtischen Typs und 1963 das Stadtrecht.

### Bevölkerungsentwicklung
| Jahr | Einwohner |
| ---- | --------- |
| 1939 | 8.716     |
| 1959 | 13.731    |
| 1970 | 12.852    |
| 1979 | 13.174    |
| 1989 | 10.535    |
| 2002 | 9.942     |
| 2010 | 8.338     |

Anmerkung: Volkszählungsdaten

## Wirtschaft
Neben einem Landmaschinenwerk (Агромашзавод/Agromaschsawod) gibt es Betriebe der Lebensmittelwirtschaft.